# Ugo Ferrante
Ugo Ferrante (ur. 18 lipca 1945 w Vercelli, zm. 29 października 2004) – włoski piłkarz grający na pozycji obrońcy.

## Kariera klubowa
Ferrante pochodzi z Vercelli. Swoją zawodową karierę piłkarską rozpoczął w 1963 r. we włoskiej Fiorentine. Miał wtedy 18 lat. Przez pierwsze dwa sezony tam spędzone był rezerwowym zawodnikiem. Jednak z czasem zaczął występować w podstawowej jedenastce. W sezonie 1965/1996 jego zespół zdobył Puchar Włoch a sam Ferrante wystąpił w wygranym 2-1 finałowym spotkaniu z F.C. Catanzaro. W roku 1996 zdobył także wraz z klubem Puchar Mitropa i Torneo di Viareggio. W sezonie 1968/1969 wystąpił w 30 meczach i strzelił jednego gola. Bardzo się wtedy przyczynił do zdobyciea przez ekipę La Viola tytułu Mistrza Włoch. Koszulkę Fiorentiny zakładał na 179 spotkaniach ligowych. W 1972 r. przeszedł do innego klubu z Serie A – Lanerossi Vicenza. Przez 4 sezony grania w tej drużynie nie osiągnął wielkich sukcesów. Po zakończeniu sezonu 1975/1976 zakończył karierę.

## Kariera reprezentacyjna
Ferrante w reprezentacji swojego kraju zadebiutował w 1970 r. W tym samym roku został powołany przez selekcjonera Ferruccio Valcareggiego na mundial. Na meksykańskich boiskach Włosi dotarli do finału, w którym ulegli 4-1 Brazylii. A sam Ferrante nie zagrał w żadnym meczu. Łącznie w barwach narodowych rozegrał 3 spotkania.

## Sukcesy
Fiorentina
- Mistrz Włoch (1):1968/69
- Puchar Włoch (1):1965/66
- Puchar Mitropa (1):1966
- Torneo di Viareggio (1):1966